# Мезонинная плата
Мезонинная плата, мезонин — плата, вставляемая в карту расширения и располагающаяся параллельно плате-носителю. В качестве носителя как правило используются карты расширения стандартов ISA, PCI, PCIe, VMEbus, CompactPCI,OpenVPX и др.. Носитель может иметь несколько слотов для размещения мезонин-модулей и, следовательно, допускает гибкую функциональную конфигурацию. Типичный пример мезонинной платы - NVMe-накопитель, установленный в переходник с PCIe x16/x8/x1 с одним или несколькими слотами Mini-PCIe (M.2).

## Особенности применения

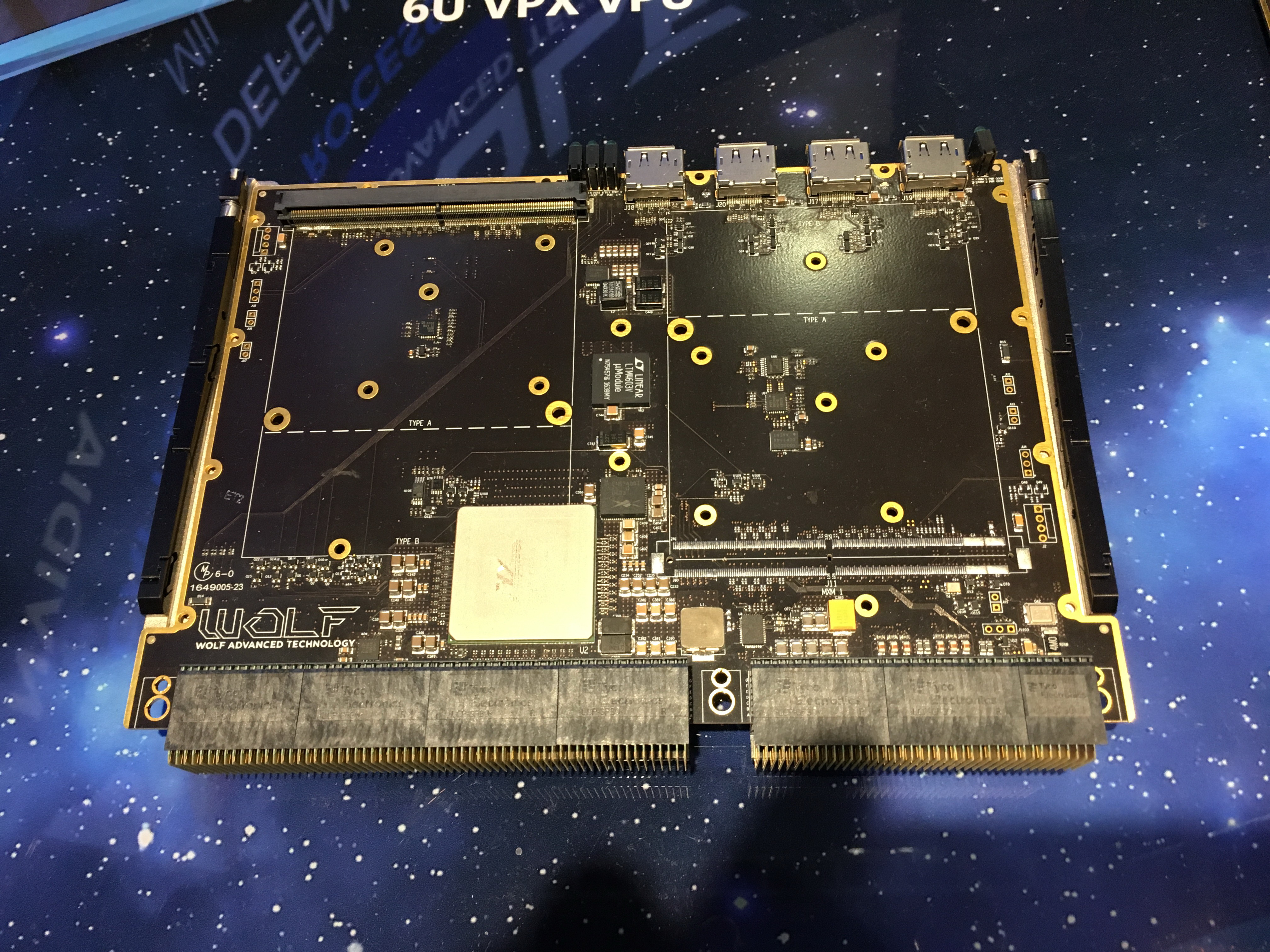
Носитель мезонинных модулей в стандарте OpenVPX

Многие разработчики промышленных и телекоммуникационных компьютерных систем используют мезонинные технологии для дополнения готовых плат (ISA, PCI, VME, CompactPCI, PC/104, PC/104+,OpenVPX) нужными функциями, если не удается подобрать необходимую конфигурацию.
Мезонинное исполнение позволяет устанавливать на носитель лишь необходимые ресурсы, адаптируя их произвольную комбинацию в требуемом количестве под конкретный объём решаемых задач. Кроме того, мезонины предоставляют возможность реализовать законченную функциональность модулей, если габариты основной платы не позволяют размесить на ней все необходимые электронные компоненты.
В случае мезонинных плат ввода-вывода мезонинный подход позволяет повысить качество работы АЦП и ЦАП за счет лучшего согласования сигналов и снижения уровня шумов на мезонинном модуле по сравнению с большой платой-носителем. Сравнительно небольшие габариты мезонинов позволяют лучше провести их моделирование и оптимизировать парамeтры топологии.
Мезонинный вариант конструирования позволяет также упростить процесс модернизации оборудования и снизить соответствующе затраты: проще заменить небольшой мезонинный модуль, чем большую плату. На этой же основе повышается ремонтопригодность изделий электроники, особенно в случае использования мезонинных плат ввода-вывода, часто выходящих из строя.
Мезонины могут применяться не только совместно с картами расширения, но и с другими мезонинными платами, стандартизированными в иных спецификациях. Такая комбинация «мезонин + мезонин» в качестве самостоятельного модуля базируется на совместимости габаритов указанных плат, их разъемов и параметров интерфейсов.
Независимо от предназначения все мезонинные платы содержат контроллеры интерфейсов для обмена информацией с платой-носителем. При выполнeнии в соответствии с одним из стандартов кондуктивного отвода тепла мезонинные модули крепятся на теплоотводную раму несущего модуля и могут оснащаться дополнительными радиаторами, рассеивающими тепловую энергию.

## Варианты исполнения
Примерами мезонинных стандартов являются:
- IndustryPack (стандарт VITA 4-1995)
- PMC (PCI Mezzanine Card)[5] (стандарт IEEE 1386.1)
- PC-MIP (стандарт VITA-29).
- XMC (Switched Mezzanine Card)[5]
- FPGA Mezzanine Card (FMC)[7]
- AdvancedMC[5][6]

IndustryPack — мезонинная плата вставляемая в другие платы CompactPCI, VMEbus и т. п.
- Размер модуля (мм) — 46 x 99
- Количество разъемов х Количество контактов — 2 х 50
- Шина — 16 бит 8/32МГц
- Количество модулей, которое можно разместить на носителе 6U — 4
- Ввод-вывод — фронтальный и тыльный

PC-MIP — мезонинная плата на основе шины PCI или CompactPCI.
- Размер модуля (мм) — 47 x 90
- Количество разъемов х Количество контактов — 3 х 64
- Шина — 32бит PCI 66МГц
- Количество модулей, которое можно разместить на носителе 6U — 6
- Ввод-вывод — фронтальный и тыльный

PMC (PCI Mezzanine Card) мезонинная плата на основе шины PCI или CompactPCI (стандарт IEEE 1386.1).
- Размер модуля (мм) — 74 x 149;
- Количество разъемов х Количество контактов — до 6 х 64:

для PCI 32бит — 2 разъёма,
для расширения до PCI 64бит — 2 разъёма (дополнительно к разъёмам PCI 32 бит),
для сигналов пользователя — 2 разъёма;
- Шина — 32/64бит PCI 32/66/100МГц;
- Количество модулей, которое можно разместить на носителе 6U — 2;
- Ввод-вывод — фронтальный и тыльный.

Очень часто на платах ПК-совместимых промышленных ПК находятся разъёмы шин PC/104, PC/104+ и StackPC, которые позволяют использовать платы одноимённого формата, в качестве мезонинных плат.

## Галерея

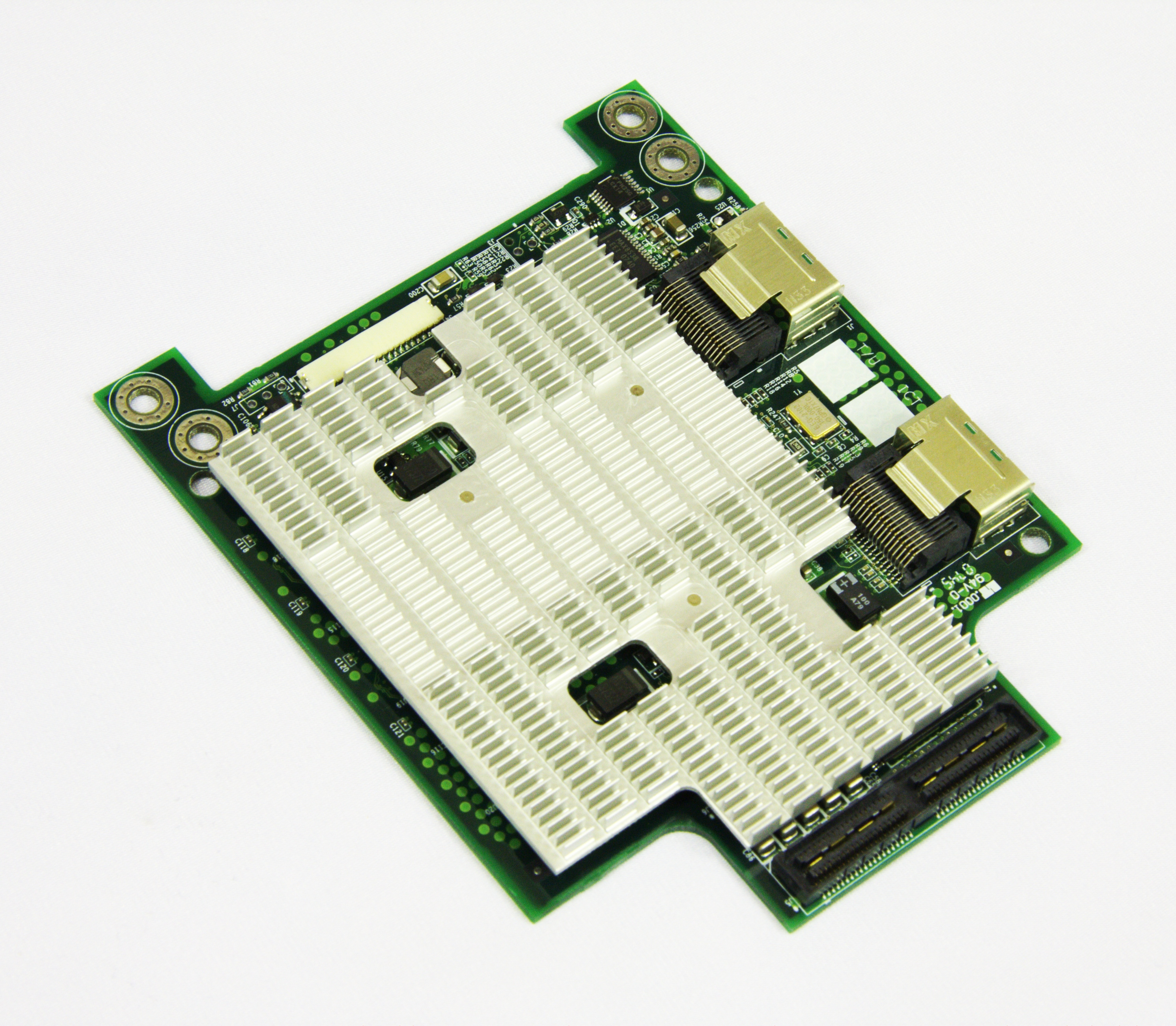
Мезонинная плата
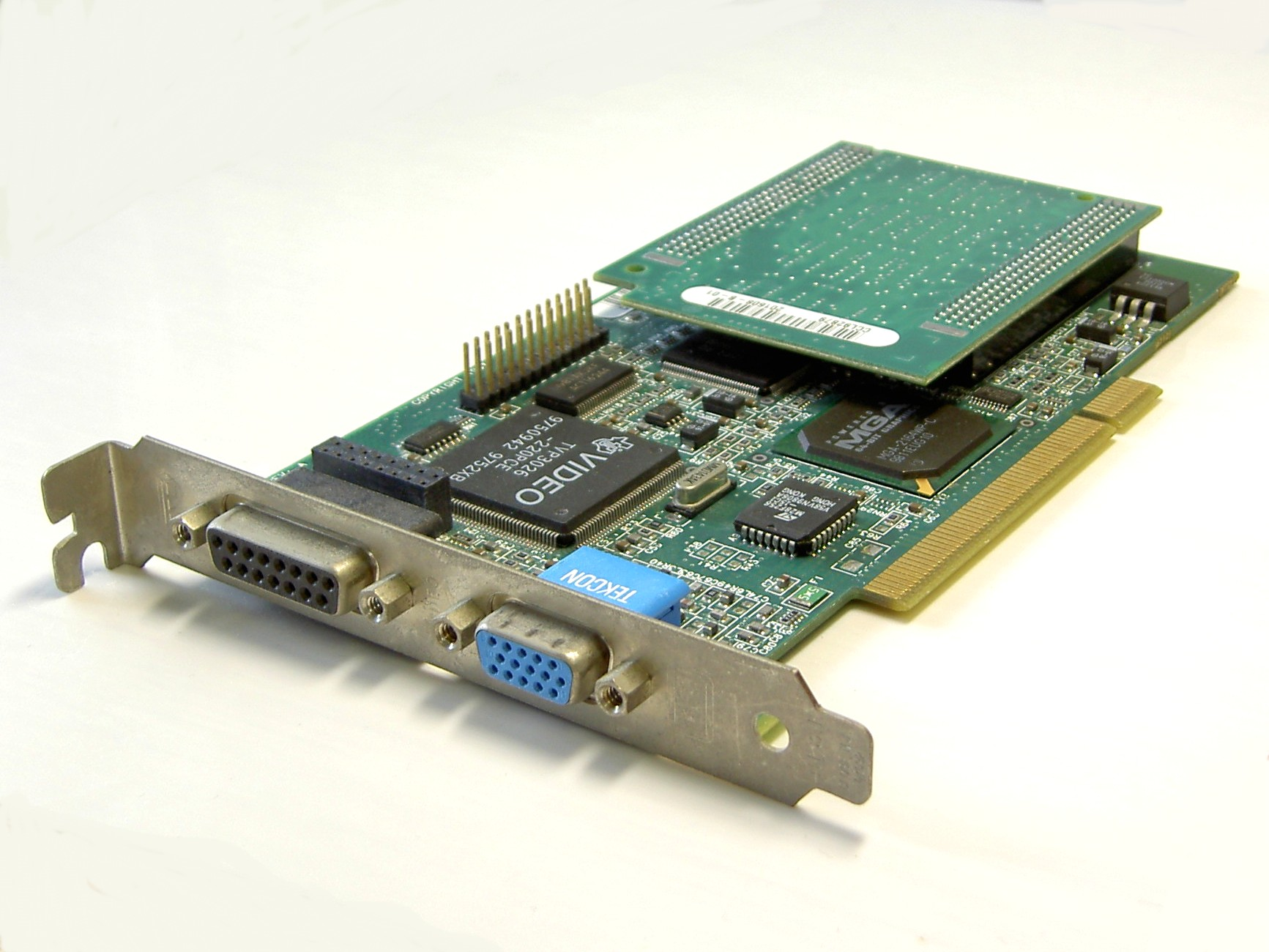
Мезонинная плата поверх графической платы Matrox Millenium II
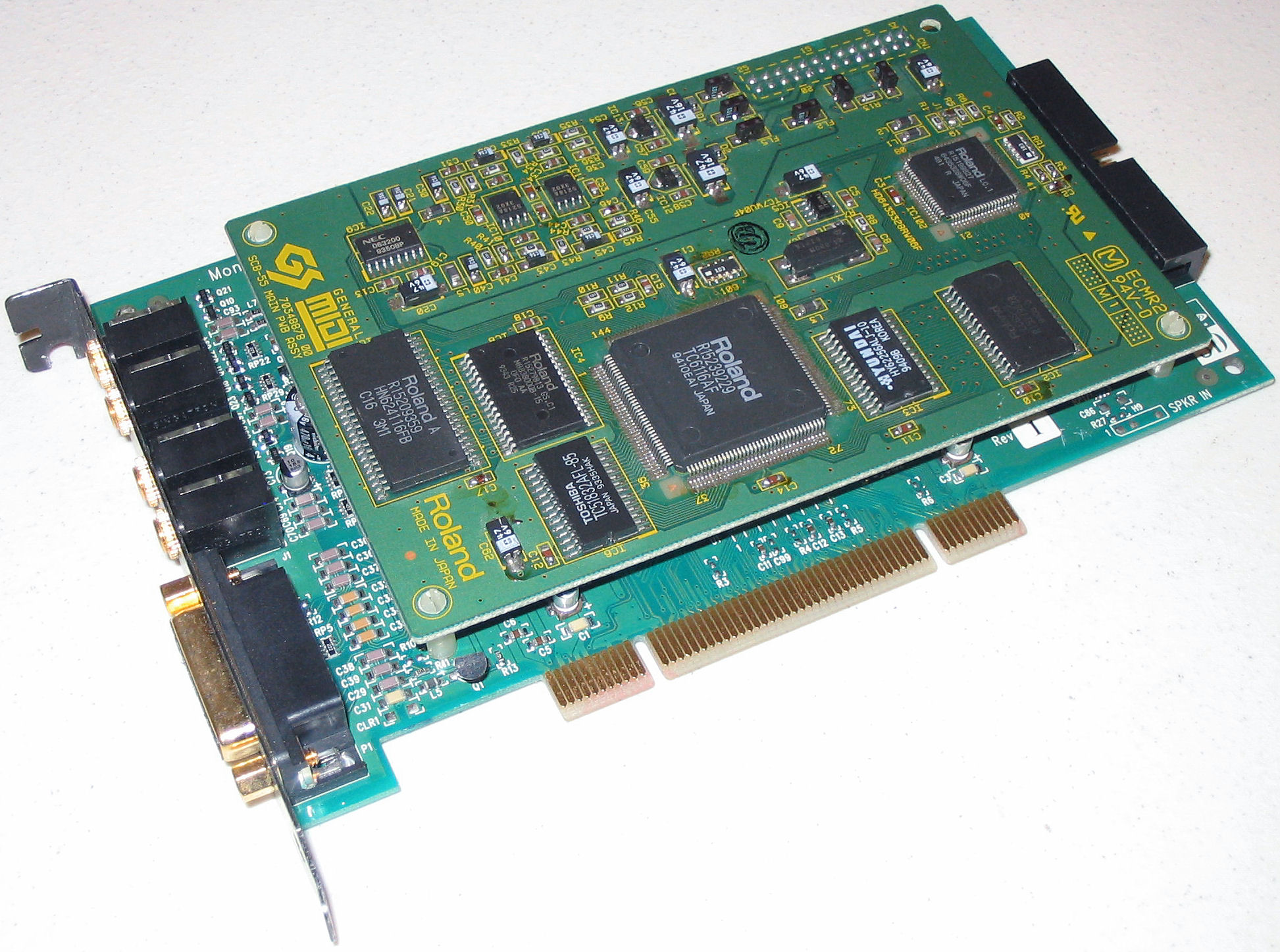
Мезонинная плата поверх звуковой карты Diamond MX300
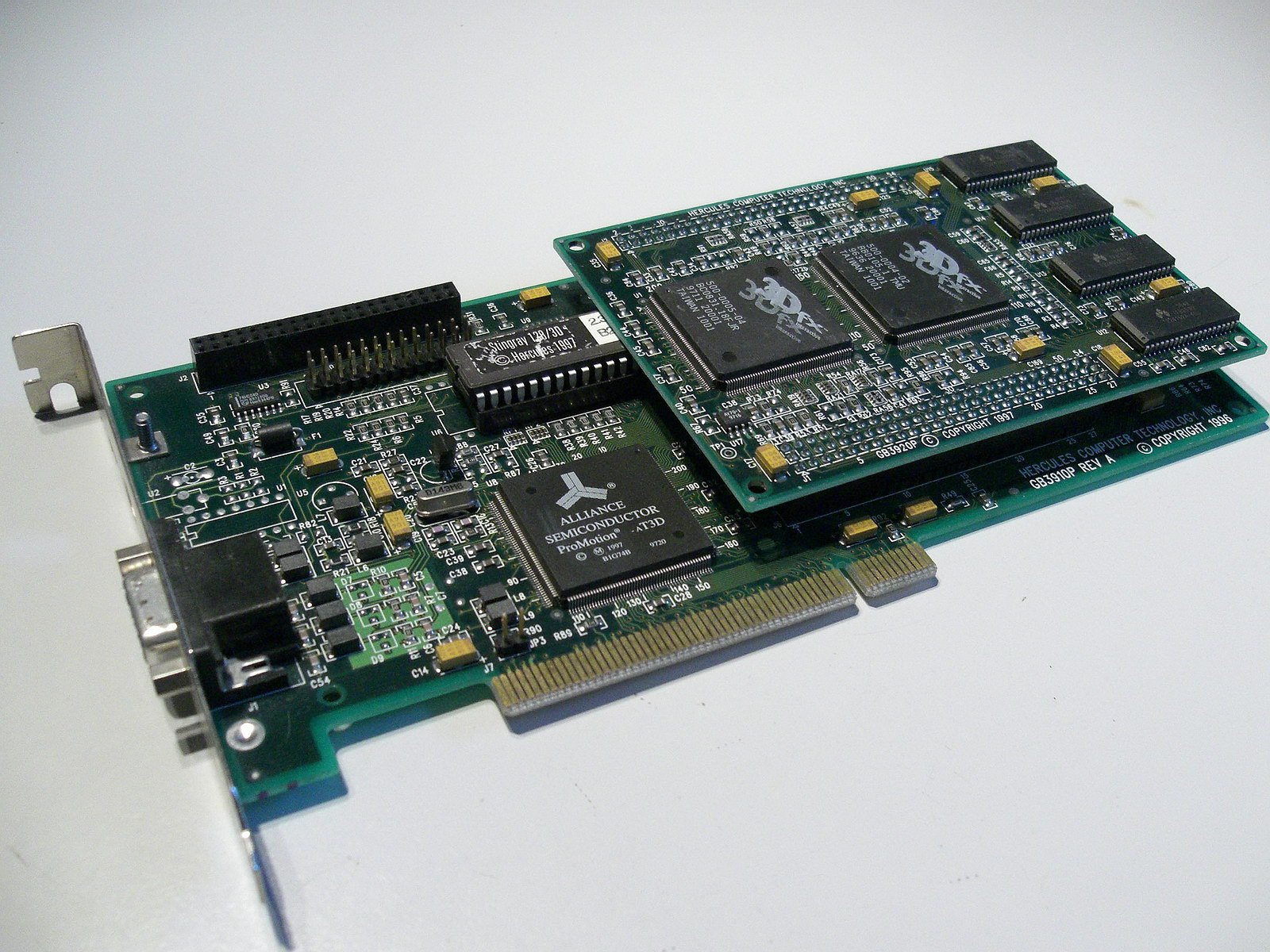
Voodoo Rush с мезонинной платой